# 藍色恐懼
《藍色恐懼》是一部由MADHOUSE製作，今敏執導，於1997年8月5日首映的日本心理驚悚動畫電影，該電影劇情根據竹内義和的小說《Perfect Blue：完全變態》（『パーフェクトブルー 完全変態』）所改編，是今敏執導的首部動畫電影，故事講述偶像團體「CHAM!」中的成員霧越未麻轉型為演員所發生的故事。
《藍色恐懼》的配音演員包括岩男潤子、松本梨香、辻親八與鹽屋翼，在1997年的幻想曲國際電影節首映後，於隔年2月28日在日本正式上映。台灣曾於2010年在金馬國際影展上放映，之後光年映畫取得版權並於2020年7月17日首映。而香港則於2021年11月11日上映。本片獲得多數影評人的好評，評論讚譽電影的流暢敘事、驚人結局和今敏的編導功力。

## 劇情簡介
霧越未麻是流行音樂偶像團體「CHAM!」中的成員之一，但是在公司的決策下，未麻告別偶像身分轉往演員發展。但她卻感覺內心有個聲音在拒絕自己的選擇。未麻在首部出演的電視劇《Double Bind》飾演一名僅有一句台詞的角色，接著她更跳脫以往的框架，演出強姦劇情，還收到了裸體寫真集的邀請。雖然未麻的演員生涯逐漸步上正軌，但同時引起過往的歌迷的不滿。
另一方面，未麻發現自己對嚴峻的現狀越來越不滿，不但看到了偶像時代自己的幻影，甚至還對她從演以來的各種決定產生質疑。隨著越來越多電視劇的演出，未麻卻覺得自己的頭腦越來越奇怪，彷彿有「另一個自己」正在形成。與此同時，網路上出現假冒未麻身分的不明人士，架設名為「未麻的房間」的網站，撰寫著虛實交錯的事蹟，但並未像未麻本人所寫的那樣極其詳細。 當未麻發現這個網站、警覺自己被人跟蹤而心生恐懼後，一個內裝炸彈的郵件被寄至未麻的事務所，連包含《Double Bind》劇作家在內的相關成員也陸續遇害，讓大批的記者蜂擁抵達未麻的住處準備採訪她。在面對社會壓力和疑雲之際，未麻的內心感到越來越混亂。最終《Double Bind》以未麻飾演的女性角色陷入多重人格障礙的形式迎來結局。 
結束戲劇收錄的未麻，收獲相關人員的祝福，但在發表會場遇見了跟蹤狂內田，後者告知他收到真的未麻發來的郵件，認為眼前的未麻是冒牌貨，還企圖姦殺未麻，但被未麻多度反擊。未麻回過神來，眼前空無一人，由後來的經紀人日高留美協助接送她。未麻原本以為返回自己的房間，但意外發現發現水槽中的熱帶魚和從窗戶看到的景色不同。當她回頭看向後方時，卻發現留美身穿未麻偶像時代的服裝，戴著假髮站在她的眼前。
留美向未麻坦承自己是幕後操作這一切的始作俑者，原因是留美過去也曾經是個偶像，所以她將擔任偶像時期的未麻與過往的自己重疊再一起，不允許未麻離開偶像的道路，這也導致留美在未麻逐漸偏離她所期望維持的形象時，為了對玷污作為偶像的未麻形象的人們施加制裁，假借未麻的名義利用內田，但由於留美被過度在意未麻的執念影響，導致心態嚴重扭曲，她隨即拿起了碎冰錐與傘準備除掉並取代未麻的身份。未麻見狀，連忙逃至街上，試圖擺脫窮追不捨的留美，混亂中留美為了撿拾掉落的假髮，遭碎玻璃窗的碎片刺穿了腹部，甚至在卡車逼近她的時候，將車頭的探照燈誤認成聚光燈而露出笑容，停滯在現場。未麻急忙跑出來保護留美，結果兩者都受了重傷，被送往醫院急救。
事件落幕後，未麻經過住院治療，順利康復出院，繼續她的演藝生涯且事業有成，但為了照顧至今仍認為自己是未麻而住院的留美，時常來往於該間醫院。劇末，未麻再次探視完留美、準備搭車離去之際，她隔著後視鏡露出笑容，輕聲細語道：「我才是真的」。

## 角色

### 主角
霧越未麻（きりごえ みま）
聲：岩男潤子 / 布里奇特·霍夫曼（美國配音）
本片中心人物，出生於山口縣，在家中飼養熱帶魚當作寵物。
原本是偶像團體「CHAM！」的成員之一，在活躍了兩年，但在辦公室的決策下單飛，轉行演員之路。隨著不順遂的演藝事業和對跟蹤狂的恐懼，他的精神也開始逐漸混亂。
由於並不熟悉網際網路，因此在留美的指導下創建了自己的部落格。此外，劇中也曾出現未麻的母親（聲：原亞彌），但僅在電話中與未麻互動。
日高留美（ひだか るみ）
聲：松本梨香 / 溫蒂·李（美國配音）
未麻的經紀人，過去曾擔任過偶像。
與未麻很親近，經常支持未麻著，並反對公司讓未麻轉行演員的決定。
田所（たどころ）
聲：辻親八
未麻所屬事務所的社長。也是決定讓未麻轉行成演員的決策者。因此在故事中也和經常與留美多次爭吵。
内田守（うちだ まもる）
聲：大倉正章 / 鮑勃·馬克思（美國配音）
在音樂會做保安兼職的男人。他異常痴迷於未麻。也曾被懷疑是製造多起事件的罪犯，他的名字直到劇終才透露。

### 其他
手嶋（てじま）
聲：秋元羊介
製作心理驚悚劇《Double Bind》的KTB放送局製作人。
涉谷貴雄（しぶや たかお）
聲：鹽屋翼
人氣編劇，擔任製作心理驚悚劇《Double Bind》的編劇。
櫻木健一（さくらぎ けんいち）
聲：堀秀行  / 柯克·桑頓（美國配音）
心理驚悚劇《Double Bind》的主演，在劇中飾演刑事山城。
落合恵理（おちあい えり）
聲：篠原恵美
他是一位當紅女演員，經常收到大量的粉絲來信，在與未麻合作出演後，成為未麻的目標形象。
此外也是心理驚悚劇《Double Bind》的主演，在劇中飾演主角麻宮曈子。
村野（むらの）
聲：江原正士
據說以“專業起飛”的斜視攝影師，也是拍攝未麻裸體肖像照的擔當攝影師。
導演、AD
聲：梁田清之（導演）、津久井教生 （AD）
拍攝心理驚悚劇《Double Bind》的製作人員。
矢田（やだ）
聲：古澤徹
未麻所屬事務所的男經紀人，也是「CHAM!」的新任經紀人。
雪子、麗（ゆきこ、レイ）
聲：古川惠實子、新山志保
偶像團體「CHAM！」的成員，在未麻畢業後二人繼續以「CHAM」活躍，人氣也逐漸比過去更加高漲。
電腦超人力量勇士 （電脳戦士パワートロン）
聲：遠近孝一 （紅戰士）、保志總一朗 （綠戰士）、谷山紀章 （藍戰士）
擔任舞台英雄表演的戰隊團體，以「捍衛網路世界的和平」為口號。
土居正（どい ただし）
聲： 陶山章央
開場挑釁未麻與「CHAM」畢業式的不良少年。
拓（タク）
聲：三木眞一郎
「CHAM」的粉絲之一。
上班族
聲：細井治
小孩：
聲：田野恵 、本井英美
記者
聲：南野かおり 、北野誠

## 製作
《藍色恐懼》是今敏第一部擔任導演的動畫長片作品。作為一部動畫，他在電影中挑戰當時仍是新興類型的心理恐怖題材。《藍色恐懼》就像今敏許多的後期作品一樣（例如《盜夢偵探》），電影背景設定為當代（1998年）的日本東京，故事情節則將幻想與現實之間混合在一起。

### 契機與過程
電影早期階段的製作，則需追溯到1994年秋天，今敏在參與《JoJo的奇妙冒險OVA》受到時為MADHOUSE製作人丸山正雄的邀請下接手《藍色恐懼》改編的執導工作據稱，原作者竹內義和曾在企劃階段時，提出想將自己的小說具象化的想法，但今敏與編劇村井貞之商討後，並不滿意竹內義和的原始劇本，不認為原來的小說適合改編成為一部電影，並要求修改原作的部分故事。他們的想法受到竹內的採納，只要他們能夠保證在改編製作主軸須維持小說的偶像、恐怖和跟蹤狂三個要素後，今敏獲准改编脚本。
竹內最初設想的是將《藍色恐懼》改編成一部真人電影，但由於1995年發生的阪神大地震破壞工作室的因素，導致製作影片的預算降低到原創動畫錄影帶（OVA）的水準，在籌集資金上困難。因此因此他將《藍色恐懼》製作為動畫，而非真人電影。 更在動畫製完成之前決定匆忙作為電影發行。

### 上映
為了協助《藍色恐懼》在日本海外銷售，曾擔任《阿基拉》導演的大友克洋則被委任為「特別監查員」，於是《藍色恐懼》就在許多世界各地的電影節上放映。並受邀在柏林國際影展作為非競賽影片播放，由於心理恐怖在日本動畫中並不是主流流派，而《藍色恐懼》故事的元素在當時也是史無前例的，當在電影節播映後，《藍色恐懼》通過觀眾票選為最佳國際電影獎，並收到包含來自德國、瑞典、墨爾本、韓國等地的50多個電影節邀請放映。在海外獲得了相當多的正面評價後，今敏也因而開始作為電影製片人的職業生涯。
加拿大的發行公司雷克斯娛樂（Rex Entertainment）在電影完成前便購買了《藍色恐懼》的錄像和電視轉播權，作爲也以擴大其國際業務為目標，雷克斯娛樂決定將該片積極向海外銷售，並在日本上映前在海外電影節上展出，如幻想曲國際電影節。雷克斯娛樂曾與歐洲各地的發行商談判，最終則將在日本發行之前，以西班牙語、法語、意大利語、英語和德語等主要市場進行發行，並取得成功，結果，《藍色恐懼》在世界各地獲得了各種獎項及高度評價，並成功地獲得了電影製片人羅傑·科曼和爾文·克許納的許可，在全球21個國家成功獲得了發行權，並成為今敏剛出道時最成功的作品之一。

### 其他改編
為了配合動畫版上映，原著小說《Perfect Blue：完全變態》於1998年再版發售，此外，電影的劇中劇《Double Bind》也曾作為廣播劇在日本放送播出。後來作為戲劇CD發行。日本導演佐藤俊樹後來同以竹内義和的作品（後來書名改為與電影同名後再版）為藍本，於2002年執導真人電影《迷情兩性花》（PERFECT BLUE 夢なら醒めて），該部電影的編劇則由今岡信治及小林正寛擔任，這部電影雖比《藍色恐懼》更接近小說版本原本的內容，但兩者之間並無關聯性。。
此外在《藍色恐懼》剛上映期間，就有傳言稱美國導演戴倫·艾洛諾夫斯基購買了《藍色恐懼》的翻拍權。然而，當他在2001年接受雜誌訪談時，他表示由於種種原因，他不得不放棄購買版權。然而根據本人表示，他於2000年所執導的電影《噩夢輓歌》實際有幾幕具有與《藍色恐懼》劇中相似的角度和鏡頭，皆是對於《藍色恐懼》的致敬（hommage，原文是法文的日文拼音）的緣故，此事在今敏的電影講座也曾所提及，今敏則表示向對方親自求證後，才得到為對他獻上致敬的回覆。。此外2010年的電影《黑天鵝》也曾被指出與這部作品有相似之處，但遭到艾洛諾夫斯基的否認。

## 概念構思
在企劃階段時，《藍色恐懼》這個標題和故事「B級偶像變態迷」的設定早已確定。今敏並沒看過原著，只有看了電影第一場較為粗略，與原著很接近的情節，不過他從未在電影 成品中使用這段腳本。而原著小說中既沒有戲中戲，也沒有虛幻和現實間的模糊主題。
早期的劇情是比成品還更直接的新黑色心理犯罪驚悚電影，大綱主為「偶像少女被一個無法接受她改頭換面的變態粉絲攻擊」的內容，因此劇中對於暴力鏡頭的描寫有很多，對於本身不太喜歡恐怖和偶像的今敏而言，並不是對於作品理想的調性，畢竟這種類型在《火線追緝令》、《第六感追緝令》、《沉默的羔羊》等多部作品中都已經涉及到，更是日本動漫作品不擅長的領域。而且此類型的大部分作品似乎都在關注「兇手的行徑有多變態或瘋狂」，因此今敏在製作《藍色恐懼》時，則是重點轉移自受害者的內心世界，將原本的理智如何在跟蹤狂和壓力因素影響下逐漸崩壞，在劇中的心理驚悚劇《Double Bind》更像是戲仿當時的心理恐怖片，也是暗中對於當時日本電視劇試圖模仿好萊塢作品的批評。
此外，《藍色恐懼》這部電影在改編也需要明確的核心主題，這而非編劇或其他任何人所構思，而是導演自己所必須找到。今敏想把原著改編成他覺得有趣的東西，其中也聯想出了“掩蓋真相”的方法論，在過去參與動畫電影《MEMORIES》的第一部短片《她的回憶》的編劇，以及因為因為雜誌休刊而沒有完結的漫畫作品《OPUS》得到的經驗後，想出了「夢與現實」、「記憶與事實」「自己的他者」、「境界線」的主題，對於作為主角的“未麻”周圍的人來說，似乎更像是作為偶像的“未麻”而不是“現實/現在的未麻”的存在或看待，因此在在真正的未麻所不知情的情況下，在網絡上所出現的未麻出現了，它的存在是基於主人公“過去的姿態”，而本應只存在於網絡上的“另一個未麻”則有意想要取代本人的意識，並出現了外在推動主角心境的外在因素（“我希望你成為那樣”的粉絲意識）。以及屬於個人的內在因素（也許“回到過去可能會比現在更美好”的遺憾），這使未麻的精神開始產生變化至乎崩潰，而原本的未麻再也不是完整的未麻。到了這個階段，原本「偶像少女被一個無法接受她改頭換面的變態粉絲攻擊」的劇本，已被今敏更改成「偶像少女的周圍發生了巨大的變化，而她自己也被跟蹤狂盯上了」的解讀方向，並隨即與村井一起編寫全新的腳本。
在編劇過程中，村井先根據現在的主題發表了初稿，並採取了增刪思路的形式修稿。當時，他們有大量的討論時間，從中產生了很多想法。接下來，基於在原版中增加一兩個轉折的劇本，並繪製了所有剪輯的分鏡板，更改了部分場景和台詞後同時進行原畫的工作，
儘管《藍色恐懼》出現了「觸犯犯罪的極端御宅族」，但在作品中描繪極端行徑的人不僅只有「御宅族」，也表達實際對於對事物極度熱衷的人，往往對於“自己與他人”、“夢想與現實”的批判性意圖，因而忽視脫離虛實的邊界。至於未麻最後的結局，今敏表示對於各界結局的任何解讀都是可以接受的。

## 製作團隊
- 原作：《Perfect Blue：完全變態》竹内義和（日语：竹内義和）
- 導演、人物設定：今敏
- 企畫：岡本晃一（ダルマックス）、竹内義和（ダルマックス）
- 企畫協力：大友克洋、樋口敏雄、内藤篤
- 製片：中垣、石原恵久、東郷豊、丸山正雄、井上博明（日语：井上博明）
- 監製：神田幸四郎、鶴身唯一
- 編劇：村井貞之
- 人物原案：江口壽史
- 演出：松尾衡
- 作畫監督・人物設定：濱州英喜（日语：濱州英喜）
- 色彩設計：橋本賢
- 美術監督：池信孝
- 攝影監督：白井久男（スタジオコスモス）
- 音樂：幾見雅博（OFFICE193）
- 音樂製作人：齊藤徹（アイノクスレコード）
- 音樂A&R製作人：堀正明（日语：堀正明）
- 剪輯：尾形治敏
- 母帶剪輯：伊藤勇喜子、寺内總
- 音響監督：三間雅文
- 效果：倉橋静男（サウンドボックス）
- 錄音室：
- 音響制作：
- 製片：東京現像所
- 協力：壽精版印刷株式会社、朝日放送株式会社、株式会社ファングス
- 製作總監：鷲谷健
- 動畫製作：MADHOUSE
- 製作：ONIRO
- 製作、發行：雷克斯娛樂

## 主題歌
片尾曲：
season
歌：M-VOICE／作詞：小竹正人／作曲・編曲：PIPELINE PROJECT）
插曲：

（歌：MISA、古川惠實子、清水美恵／作詞：今井希子／作曲・編曲：幾見雅博）

（歌：古川惠實子、清水美惠／作詞：六ッ見純代／作曲：三井誠／編曲：幾見雅博）

（歌：MISA／作詞・作曲：This Time／編曲：幾見雅博）

## 評價
| 媒體           | 累積評分 |
| -------------- | -------- |
| AllMovie       | [ 26 ]   |
| MUBI           | [ 27 ]   |
| 爛番茄         | 80/100   |
| 網路電影資料庫 | 8.0/ 10  |

《藍色恐懼》在影展上獲得許多正面評價，在1997年加拿大蒙特利爾舉行的幻想曲國際電影節獲得最佳亞洲電影獎，而在葡萄牙葡萄牙國際奇幻電影節則獲得最佳動畫電影獎。《藍色恐懼》也在美國紐約州錫拉丘茲每年舉行的B電影影展獲得最佳動畫長片獎。
《藍色恐懼》在美國只進行有限度的上映（僅有1家戲院），在4個月中的票房為99,389美元，在美國電影院上映後，曾獲得好壞參半的評價。電影評論家們對於《藍色恐懼》為甚麼會被製作成一部動畫電影大惑不解，而他們將《藍色恐懼》與描述無來由的性和暴力的動畫刻板印象連結在一起。然而，其他人則稱讚今敏的導演及描寫心理元素的電影手法所達到的高度水準，並將《藍色恐懼》及英國著名導演阿尔弗雷德·希區柯克的電影相互比較。儘管它並非典型的動畫，但是《藍色恐懼》在西方動畫界仍是眾所皆知，在西方的影迷圈中甚至更出名。
《藍色恐懼》在網路電影資料庫獲得8.0分的分數，在爛番茄網站則獲得80%的正面評價（在40篇評論中獲得31篇正面評價）。英國電影雜誌《完全電影（Total Film）》在2011年，同將《藍色恐懼》評為前50大動畫第25名。。2022年4月，《Paste (magazine)》評選前100名不限年份的最佳日本動畫電影，《藍色恐懼》排名第7名，同年5月在《漫畫書資源網》彙整的爛番茄精選最佳日本動畫電影榜單裡排名第3名。

### 獎項
| 日期   | 國別   | 獎項/活動/頒獎單位   | 類別           | 獲獎或入圍者 | 結果 |
| ------ | ------ | -------------------- | -------------- | ------------ | ---- |
| 1997年 | 加拿大 | 幻想曲國際電影節     | 最佳亞洲電影獎 | 《藍色恐懼》 | 獲獎 |
| 1998年 | 葡萄牙 | 葡萄牙國際奇幻電影節 | 最佳動畫電影獎 | 《藍色恐懼》 | 獲獎 |
| 1997年 | 美國   | B電影影展            | 最佳動畫電影獎 | 《藍色恐懼》 | 獲獎 |

## 出版物

### 書籍
- 『パーフェクト・ブルー 完全変態』>竹内義和 メタモル出版1991年3月 ISBN 4895950220
- 『アナザー・サイド・オブ・パーフェクトブルー「ロンドは終わらない」』 ぶんか社 1998年5月

### 家用媒體
DVD
- 《藍色恐懼》NBC環球娛樂NBC環球娛樂 1998年12月22日 ASIN B00005FXE7
- 《藍色恐懼》 NBC環球娛樂 2003年12月21日 ASIN B0000V4O38
- 《藍色恐懼》【通常版】NBC環球娛樂  2008年2月29日 ASIN B0011FNDTI
- 《藍色恐懼》【初回限定版】NBC環球娛樂  2008年2月29日 ASIN B0011FNDT8

Blu-ray
- 《藍色恐懼》【通常版】NBC環球娛樂  2008年2月29日 ASIN B0011FNDV6
- 《藍色恐懼》【初回限定版】NBC環球娛樂  2008年2月29日 ASIN B0011FNDUM

## 影響
瑪丹娜在電影剪輯中將她的歌曲《女孩的感覺》（What It Feels Like for a Girl）混音，在她於2001年舉辦的沈淪會世界巡迴演唱會作為影片的插曲。

## 外部連結
- 官方網站 （页面存档备份，存于）
- Perfect Blue（動畫）在動畫新聞網百科全書中的資料（英文）
- 互联网电影数据库（IMDb）上《藍色恐懼》的资料（英文）
- 爛番茄上《藍色恐懼》的資料（英文）
- Box Office Mojo上《藍色恐懼》的資料（英文）
- Official Manga Entertainment website，存档于（存檔日期 March 9, 2012）
- Official Geneon Entertainment website （日語）
- Official Rex Entertainment website，存档于（存檔日期 February 25, 1999） （日語）
- 豆瓣电影上《藍色恐懼》的資料 （简体中文）